# КВИТ Подијум
Kвит Подијум је била  продуцентска кућа за производњу филмова и са делатношћу издавања књига — чији је један од оснивача и глумац, сценариста и редитељ Радош Бајић.

## Филмографија
- 1992: Јуриш на скупштину
- 1992: Дезертер
- 1995: Трећа срећа